# Aplastodiscus musicus
Aplastodiscus musicus е вид жаба от семейство Дървесници (Hylidae).

## Разпространение
Видът е разпространен в Бразилия.

## Описание
Популацията на вида е намаляваща.